# Annona williamsii
Annona williamsii este o specie de plante angiosperme din genul Annona, familia Annonaceae. A fost descrisă pentru prima dată de Henry Hurd Rusby și Robert Elias Fries, și a primit numele actual de la H. Rainer. Conform Catalogue of Life specia Annona williamsii nu are subspecii cunoscute.